# Johann Gion
Johann Gion (* 1. September 1864; † 14. Juli 1962 in Wien) war ein österreichischer Politiker (SDAP) und Redakteur. Er war von 1919 bis 1921 Abgeordneter zum Landtag von Niederösterreich.
Gion wurde 1917 von der sozialdemokratischen Gewerkschaftskommission in den Arbeitsausschuss für sozialpolitische Aufgaben des Hauptausschusses für Kriegs- und Übergangswirtschaft entsandt. 1919 wurde er zudem Mitglied der Gewerkschaftskommission, des Weiteren vertrat er die Sozialdemokratische Arbeiterpartei vom 20. Mai 1919 bis zum 11. Mai 1921 im Niederösterreichischen Landtag, wobei er ab dem 10. November 1920 im Zuge der Trennungsphase Wiens von Niederösterreich der Kurie Wien angehörte und ab dem 30. Dezember 1920 Wiener Delegierter war.